# Cookeconcha contorta
Cookeconcha contorta là một loài very small, air-breathing land snail, a terrestrial pulmonate gastropoda Mollusca thuộc họ Endodontidae.

## Phân bố
This species is found only in Hawaii, and is threatened by habitat loss.